# Millersburg (Kentucky)
Millersburg is een plaats (city) in de Amerikaanse staat Kentucky, en valt bestuurlijk gezien onder Bourbon County.

## Demografie
Bij de volkstelling in 2000 werd het aantal inwoners vastgesteld op 842.
In 2006 is het aantal inwoners door het United States Census Bureau geschat op 872, een stijging van 30 (3,6%).

## Geografie
Volgens het United States Census Bureau beslaat de plaats een oppervlakte van
0,9 km², geheel bestaande uit land. Millersburg ligt op ongeveer 233 m boven zeeniveau.

## Plaatsen in de nabije omgeving
De onderstaande figuur toont nabijgelegen plaatsen in een straal van 24 km rond Millersburg.